# Daniel Kay
Pour les articles homonymes, voir Kay.
Daniel Kay est un poète français né le 23 octobre 1959 à Morlaix (Finistère).

## Biographie
Après des études secondaires à Morlaix, Daniel Kay est, au terme d'études supérieures à Brest et à Rennes, agrégé de lettres modernes.
Il a publié des poèmes dans les revues NRF, Théodore Balmoral, Hopala !, Traces... Depuis 2003, il contribue à des livres d'artistes et des éditions bibliophiliques avec les peintres Mohammed Idali, André Jolivet, Rodolphe Le Corre, Thierry Le Saëc, Maya Mémin, Bertrand Menguy, Yves Picquet et Michel Remaud, ainsi qu'avec la photographe Véronique Sézap († 2015). En 2023, il coordonne, à l'occasion du centenaire de la mort de Georges Perros, l'ouvrage collectif intitulé "Les Hommes partout se ressemblent", dans lequel écrivent, entre autres, Yvon Le Men, Thierry Gillybœuf, Guy Goffette et Charles Madézo.
Il écrit également sur la peinture et peint lui-même, prolongeant ainsi son travail poétique dans le compagnonnage de ses amis peintres. 
Daniel Kay a enseigné pendant une dizaine d'années la poésie moderne à l'Université de Bretagne-Sud, ainsi que la littérature comparée et l'histoire de la critique.
Il obtient, en 2023, le prix Yves-Cosson de l'Académie de Bretagne et des Pays-de-la-Loire pour Petits pans de Proust.

## Publications

### Livres
- L'histoire des arts, Le Faouët, Éditions du Scorff, 2000, 101 p. (ISBN 2-912028-19-1).
- Magnificat  (ill. Thierry Le Saëc), Languidic, Éditions de la Canopée, 2003, publié à l'occasion d'une exposition de Thierry Le Saëc à la galerie d'art « Les Urbanistes » de Fougères.
- Le bleu du ciel  (ill. Thierry Le Saëc), L'Attentive, 2006.
- Tombeau de Georges Perros suivi de Armand Robin à Plouguernével, La Part commune, Rennes, 2007,  (ISBN 978-2-84418-130-5).
- À quoi rêvent les statues ?  (ill. Véronique Sézap (photographies)), Rennes, La Part commune, 2010, 75 p. (ISBN 978-2-84418-190-9).
- L'Approche de Delft : de la peinture hollandaise & de Marcel Proust, Paris, Éditions Isolato, 2011, 70 p. (ISBN 978-2-35448-021-9).
- Fragments des deux baies  (ill. Gilles Plazy), Trégunc, la Sirène étoilée, 2013, 41 p. (ISBN 978-2-9542804-2-4)[7],[8].
- Vies silencieuses, Gallimard, collection blanche,mai 2019[9],[10].
- Tombeau de Jorge Luis Borges , Gallimard collection blanche, juin 2021.
- Un peigne pour Rembrandt et autres fables pour l’œil, Gallimard, collection blanche, mai 2022[11].
- Baugin, le dessert de gaufrettes, éditions Invenit, coll. Ekphrasis, Lille, 2022[12].
- Petits pans de Proust, d'après un détail de Vermeer, éditions des Instants, Paris, 2022[13].
- Vies héroïques, éditions Gallimard, collection blanche,2024.

### Articles
- « Tombeau de J.L.B. », La Nouvelle Revue française, octobre 2004, pages 261-266.
- « Poèmes (2003-2005) », La Nouvelle Revue française, avril 2006, pages 261-266.

## Livres d'artistes et éditions bibliophiliques

### Avec André Jolivet
- L'île Tristan, 4 exemplaires. Voltije Éditions Ltd
- Île Callot, 4 exemplaires. Voltije Éditions Ltd
- Ouessant, 4 exemplaires. Voltije Éditions Ltd
- Ouessant, phare du Stiff, 4 exemplaires. Voltije Éditions Ltd
- Le Grand Bé, 4 exemplaires. Voltije Éditions Ltd
- À plus d’un titre (sur deux thèmes de Guy Goffette), 10 exemplaires. Voltije Éditions Ltd
- Le poète W.H Auden à Bruxelles, 4 exemplaires. Voltije Éditions Ltd
- Brest - Même Brest, 4 exemplaires. Voltije Éditions Ltd
- Éros catéchumène, 4 exemplaires. Voltije Éditions Ltd
- Morlaix, histoires d’une forme, 5 exemplaires. Voltije Éditions Ltd
- Borgias, 7 exemplaires. Voltije Éditions Ltd
- Les menhirs, Rich big book artist, 50 exemplaires, Voltije éditions Ltd

### Avec Rodolphe Le Corre
- Monts d'Arrée 02, textes de Gille Plazy, Daniel Kay et Alain Le Beuze, 11 exemplaires numérotés, atelier Jeanne Frère, Nantes, 2009.

### Avec Thierry Le Saëc
- L'attribution des chefs-d'oeuvre, texte de Daniel Kay, 9 images numériques de Thierry Le Saëc, Éditions de La Canopée, Languidic, 2004.
- Finis Terrae, Brest-Lisboa, poèmes de Daniel Kay avec une traduction en portugais de Rémy Lucas, 7 compositions typographiques de Thierry Le Saëc, 16 exemplaires numérotés, Éditions de La Canopée, 2010.
- Imago Ignota, Éditions de la Canopée, 2018.

### Avec Maya Mémin
- Tombeau de J.L.B., poèmes de Daniel Kay, gravures de Maya Mémin, 20 exemplaires numérotés, atelier Jeanne Frère, Nantes, 2008.
- Fragments d'Icarie, texte de Daniel Kay, gravures et une œuvre originale de Maya Mémin, 50 exemplaires numérotés, Éditions Les Moyens du bord, 2009.

### Avec Bertrand Menguy
- ?, texte de Daniel Kay, dessins et lithographie de Bertrand Menguy, 30 exemplaires numérotés et signés par l'auteur et l'artiste au colophon, Éditions Les Moyens du bord, Morlaix[14].

### Avec Yves Picquet
- Orphée palimpseste, poème de David Kay, estampes d'Yves Picquet, 12 exemplaires numérotés, Éditions Double cloche, 2014.

### Avec Michel Remaud
- Du rouge, texte imprimé, 16 exemplaires (14 sont numérotés, 2 sont hors commerce), Éditions Plomelin, 2008.

### Avec Véronique Sézap
- Menhirs, textes de Daniel Kay, 5 œuvres originales de Véronique Sézap, Éditions Mona Kerloff, 2010.

## Expositions
- Les Monts d'Arrée - Rodolphe Le Corre, Daniel Kay, Alain Le Beuze, galerie Les Stèles, Morlaix, septembre 2007.
- Les Monts d'Arrée - Regard croisés, espace culturel Lucien-Prigent, Landivisiau, 2009.
- Multiples, salon de la petite édition d'artiste, Morlaix, 2009.
- Daniel Kay, un poète et des peintres, médiathèque Les Ailes du temps, Morlaix, octobre 2010[15],[16].
- Fragments d'un lieu - Peintures et livres d'artistes de Daniel Kay, pôle culturel du Roudour, Saint-Martin-des-Champs, mars 2015[4].
- La baie des plumes - Salon de la poésie et des livres, L'Ivraie, Douarnenez, août 2017[17].
- Thierry le Saëc : la poétique du trait - Autour du livre d'artiste "Imago Ignota", galerie du Bourdaric, Vallon-Pont-d'Arc, mars-mai 2018[18].

## Réception critique
- « Le recours aux anachronismes, le sens de l'ellipse, la concision du message à la fois dense et contemplatif engendrent une poésie originale et forte, dénuée de prétention, attachée à cerner le mystère qui émane des gestes et des choses les plus élémentaires. » - « Daniel Kay », Dictionnaire des écrivains bretons du XXe siècle (sous la direction de Marc Gontard)[1]
- "Hanté par la peinture et ses génies, Daniel Kay leur a consacré des extrapolations poétiques denses et lumineuses [...]. les éditions Gallimard lui ont offert une consécration méritée en publiant Vies silencieuses, musée imaginaire en deux parties: dans la première l'auteur nous convie à suivre le travail des peintres de jadis dans leur atelier, dans la seconde il leur rend hommage. Le regard du peintre sonde avec une acuité originale et une haute tenue littéraire les relations qu'entretiennent les couleurs avec le monde qui les héberge et les modèle, avant que le peintre ne prenne le relais.", in La Littérature bretonne de langue française, collectif, anthologie, Fouesnant, Yoran embanner, 20200, p. 384.